# Episodi di Casa Vianello (terza stagione)
La terza stagione della sitcom Casa Vianello, composta da 20 episodi, è stata trasmessa su Canale 5 dal 13 aprile 1992 al 22 marzo 1993.
| nº | Titolo                    | Prima TV         |
| -- | ------------------------- | ---------------- |
| 1  | Il restauro               | 13 aprile 1992   |
| 2  | Una foto compromettente   | 20 aprile 1992   |
| 3  | Vent'anni dopo            | 27 aprile 1992   |
| 4  | Tata nuova vita nuova     | 11 maggio 1992   |
| 5  | Vampiro all'italiana      | 18 maggio 1992   |
| 6  | L'amica americana         | 25 maggio 1992   |
| 7  | Parigi val bene una russa | 1º giugno 1992   |
| 8  | Rocky Vianello            | 8 giugno 1992    |
| 9  | L'aragosta                | 22 giugno 1992   |
| 10 | Cena di classe            | 11 gennaio 1993  |
| 11 | Fantasmi in casa          | 18 gennaio 1993  |
| 12 | Partita a poker           | 25 gennaio 1993  |
| 13 | La terza età              | 1º febbraio 1993 |
| 14 | Imputato, alzatevi!       | 8 febbraio 1993  |
| 15 | Camping Vianello          | 15 febbraio 1993 |
| 16 | Casanova                  | 22 febbraio 1993 |
| 17 | L'ospite a pagamento      | 1º marzo 1993    |
| 18 | Se fossimo stati          | 8 marzo 1993     |
| 19 | Festival                  | 15 marzo 1993    |
| 20 | La lettera                | 22 marzo 1993    |

## Il restauro
Raimondo torna a casa dopo un lungo soggiorno negli Stati Uniti e scopre che in sua assenza sono cambiate molte cose: Sandra ha assunto un consulente che ha cambiato look all'appartamento; la signorina Adele ha traslocato altrove e nel suo appartamento adesso c'è la signora Evelina Rossi, una donna divorziata ancora più pettegola di Adele; anche i signori Perini si sono dovuti trasferire per sempre in Australia, ma Valeria ha lasciato un'ultima lettera per dire addio a Raimondo. Questi è molto addolorato, tuttavia si consola ben presto quando fa la conoscenza della nuova inquilina dell'attico, Dolores Grimaldi.

## Una foto compromettente
Raimondo si sta recando dall'amministratore condominiale insieme al nuovo vicino Pedro Mongelli, quando gli viene recapitata una busta contenente un fotomontaggio in cui si vede Vianello che bacia un altro uomo. Poco dopo il mittente gli telefona per ricattarlo, ma Raimondo non vuole cedere. Tuttavia quando Sandra trova per caso la foto, Raimondo decide di sfruttare la situazione a suo vantaggio per divorziare dalla moglie.

## Vent'anni dopo
Raimondo, uscito di buon mattino per recarsi in copisteria, cerca di rientrare a casa sua ma inspiegabilmente la trova abitata da altri inquilini. Sempre più inquieto, l'uomo prova a chiedere spiegazioni a qualcuno, ma nessuno sembra riconoscerlo e per di più scopre che il portiere e la tata sono andati in pensione.

## Tata nuova vita nuova
Raimondo si lamenta del modo di stirare della tata e dopo averla pesantemente offesa, la spinge a licenziarsi. Sandra perciò lo obbliga a cercare una sostituta, che Raimondo trova nella bellissima siciliana Rosalia. Le cose sembrano andare per il meglio, finché Rosalia non annuncia di aspettare un bambino da Raimondo.

## Vampiro all'italiana
Raimondo ha scritto la sceneggiatura di un film sui vampiri, ma per il ruolo del protagonista è stato scelto un noto attore statunitense che si rifiuta di seguire la linea operativa di Vianello; quest'ultimo quindi si vede costretto a far intervenire il produttore. Intanto Sandra ha un diverbio con Dolores perché il gatto dei Grimaldi ha macchiato di pipì il suo mollettone.

## L'amica americana
Gianni, un amico di Raimondo, gli offre di unirsi a lui per un viaggio in compagnia di due avvenenti ragazze americane.

## Parigi val bene una russa
Raimondo organizza un viaggio di lavoro a Parigi insieme al noto produttore cinematografico Camillo De Clementis, ma Sandra non può prendervi parte, dovendo recarsi con le sue amiche in una clinica dimagrante. Così De Clementis convince Raimondo a farsi accompagnare dalla sua amante, una giovane ragazza cecena. Nel frattempo la tata scrive la sceneggiatura di una telenovela ispirata alla vita di sua nonna Prassede.

## Rocky Vianello
Raimondo riceve la visita del signor Gaspare, un pezzo grosso nel settore del pugilato, che intende presentargli una giovane promessa di nome Luigi Castellazzi. Vianello però non sa che Gaspare sta escogitando un raggiro per rubargli molti soldi e si fa così convincere a diventare il manager di Castellazzi.

## L'aragosta
La tata è partita per alcuni giorni e Sandra non è in grado di cucinare il pranzo da sola. Raimondo però ha comprato un'aragosta e allora Sandra invita a pranzo la signorina Evelina in modo che la cucini lei.

## Cena di classe
Raimondo è stato invitato ad una cena insieme ai suoi vecchi compagni di classe e ha intenzione di rifiutare, tuttavia cambia presto idea quando a casa sua arriva una giovane signorina incaricata dal liceo dell'organizzazione della serata.

## Fantasmi in casa
Sandra ha conosciuto la signora Pia Porta, una sensitiva che è convinta che lei sia una paragnosta. Raimondo è scettico, ma quando scopre che il signor Grimaldi è un appassionato del genere, convince la moglie a invitare il vicino ad una seduta spiritica per passare il pomeriggio con Dolores.

## Partita a poker
È l'una di notte, Sandra è in casa e sta giocando a poker con tre amici, quando una telefonata la informa che una sua cara amica sta per partorire e ha bisogno di essere portata in ospedale. Per non interrompere la partita, Sandra convince Raimondo a sostituirla. Durante il gioco però la signorina Anna, non avendo più soldi a disposizione, offre di pagare in natura il vincitore. E quando Raimondo vince la partita la situazione si complica. Raimondo dapprima si prende due calci dalla moglie Sandra e poi viene strattonato più volte da Riccardo, il marito di Anna, poiché Raimondo aveva trascorso una notte insieme ad Anna stessa, come vincita di Raimondo durante la partita a poker.

## La terza età
Sandra sta studiando perché ha intenzione di frequentare l'università della terza età e nel frattempo la tata è molto preoccupata per via di un guasto alle tubature che rischia di far allagare la casa. Intanto Raimondo sta aspettando la visita di un infermiere che deve fargli un'iniezione per curare l'influenza.

## Imputato, alzatevi!
In attesa del processo, l'onorevole Pernove è in prigione dopo essere stato accusato di corruzione e concussione. Raimondo diventa il suo compagno di cella dopo essere stato accusato dell'omicidio premeditato della moglie Sandra: quale sarà la sentenza della corte?

## Camping Vianello
Sandra, stufa delle solite vacanze, progetta mete alternative per vivacizzare la sua vita e propone a Raimondo l'idea del campeggio. Raimondo viene arrestato per aver legato e imbavagliato sua moglie Sandra.

## Casanova
Per via di una commozione cerebrale, Raimondo ha una crisi d'identità e si convince di essere il grande seduttore Giacomo Casanova. Una volta rinsavito però, l'uomo decide di sfruttare la situazione per corteggiare Dolores.

## L'ospite a pagamento
Sandra legge un articolo in cui si parla della nuova moda del momento: alcune persone comuni si rivolgono ad un'agenzia specializzata che combina loro una cena con un personaggio famoso, pagando anche ingenti somme di denaro. Allettata dall'idea, Sandra riesce con fatica a far accettare il tutto a Raimondo e i due coniugi si apprestano a ricevere in casa il loro ammiratore, il principe Molina dal Contras.

## Se fossimo stati
Per tutta la giornata, Sandra e Raimondo si mettono a fantasticare su come sarebbe stata la loro vita se non fossero stati quelli che sono: in vari momenti immaginano di essere stati una coppia siciliana, una coppia araba o una coppia celebre della storia come Giuseppe e Anita Garibaldi.

## Festival
La tata partecipa ad un concorso che seleziona nuove proposte per il Festival di Sanremo e Sandra si offre di aiutarla creandole un nuovo look e scrivendole una canzone sfruttando la sigla di Casa Vianello. Il testo della canzone però finisce per sbaglio nelle mani del commercialista omosessuale dei Vianello, che si convince che Raimondo gli abbia dichiarato i suoi sentimenti.

## La lettera
La tata trova per le scale una lettera senza il destinatario e credendo che sia per i Vianello la porta a casa. Quando lei e Sandra decidono di aprirla, tuttavia, scoprono che si tratta di una missiva d'amore scritta dall'amante di uno dei condomini. Le due donne si convincono che il misterioso destinatario sia Raimondo, ma in realtà l'autrice è la signora Mongelli e il destinatario è l'onorevole Pernove.